# Ivan Toplak
Ivan Toplak (ur. 21 września 1931 w Belgradzie, zm. 26 lipca 2021 w Mariborze) – serbski piłkarz występujący na pozycji napastnika, trener piłkarski.

## Kariera klubowa
Toplak karierę rozpoczynał w 1951 roku w zespole Olimpija Lublana. W 1954 roku odszedł do drużyny Crvena Zvezda. Przez 7 lat zdobył z nią 4 mistrzostwa Jugosławii (1956, 1957, 1959, 1960) oraz 2 Puchary Jugosławii (1958, 1959). W 1961 roku zakończył karierę.

## Kariera reprezentacyjna
W reprezentacji Jugosławii Toplak wystąpił jeden raz. Było to 28 listopada 1956 roku w przegranym 0:3 towarzyskim meczu z Anglią.

## Kariera trenerska
Karierę jako trener Toplak rozpoczął w 1964 roku w drużynie Crvena Zvezda. W 1967 roku wyjechał do Stanów Zjednoczonych, gdzie trenował ekipy California Clippers, drużynę piłkarską Uniwersytetu Stanforda oraz San Jose Earthquakes. W 1976 roku został selekcjonerem reprezentacji Jugosławii. Pracował tam do 1977 roku.
Następnie Toplak prowadził reprezentację Jugosławii U-20 oraz U-21. Z tą drugą w 1978 roku wygrał Mistrzostwa Europy, a w 1980 roku zakończył je na półfinale. W 1979 roku natomiast z drużyną U-20 wziął udział w Mistrzostwach Świata, które Jugosławia zakończyła na fazie grupowej.
W 1980 roku prowadzona przez Toplaka ekipa Jugosławii zajęła 4. miejsce w Letnich Igrzyskach Olimpijskich. W 1984 roku wraz z kadrą U-23 wywalczył brązowy medal Letnich Igrzysk Olimpijskich. Potem ponownie był selekcjonerem pierwszej reprezentacji Jugosławii, a także selekcjonerem reprezentacji Indonezji.